# Hippasella guaquiensis
Hippasella guaquiensis là một loài nhện trong họ Lycosidae.
Loài này thuộc chi Hippasella. Hippasella guaquiensis được Embrik Strand miêu tả năm 1908.